# 진전초등학교 낙동분교
진전초등학교 낙동분교는 대한민국 경상남도 창원시 마산합포구 진전면 시락리 218에 있었던 공립 초등학교이다.

## 연혁
- 1946년 10월 16일 진전국민학교 시락분교 개교
- 1946년 2월 16일 낙동국민학교 승격
- 1949년 7월 23일 제1회 졸업식
- 1949년 11월 9일 초대 김상준 교장 부임
- 1982년 3월 1일 진전국민학교 낙동분교로 개편
- 1991년 11월 20일 동편 3개 교실 증축
- 1997년 3월 1일 3학급 편성
- 1999년 2월 18일 제48회 졸업식(총738명)
- 1999년 3월 1일 진전초등학교로 통합